# بالا در آسمان (ترانه)
«بالا در آسمان» (به انگلیسی: Up in the Air) تک‌آهنگی از ترتی سکندز تو مارس است که در ۱۹ مارس ۲۰۱۳ منتشر شد. این تک‌آهنگ در آلبوم عشق، هوس، ایمان و رؤیاها قرار داشت.